# Karl Alexander (Autor)
Karl Alexander (geboren am 23. August 1938 in Los Angeles; gestorben am 30. März 2015 ebenda) war ein US-amerikanischer Romanautor.

## Leben
Karl Alexander, geboren und aufgewachsen in Los Angeles, war der Sohn und Neffe von Drehbuchautoren. Sein Vater William Tunberg schrieb das Drehbuch für Old Yeller und sein Onkel Karl Tunberg schrieb das Drehbuch für Ben-Hur. Alexander selbst arbeitete auch in verschiedenen Funktionen in der Filmindustrie, unter anderem als Kameramann, Elektriker, Beleuchter. 
Alexanders erster Roman Time After Time erschien 1979 und wurde als erfolgreicher Film 1979 unter demselben Titel, als Musical 2010 und als Fernsehserie zur Uraufführung im Herbst 2016 adaptiert. In dem Roman entkommt Jack the Ripper 1893 der Verfolgung, indem er die Zeitmaschine von H. G. Wells stiehlt und im San Francisco des Jahres 1979 seine Mordserie fortsetzt. Wells folgt den Ripper durch die Zeit, und es kommt zu diversen spannungsreichen Verwicklungen.
In Jaclyn the Ripper (2009), Alexanders Fortsetzung von Time After Time, mordet sich der nun in eine Frau transformierte Ripper durch das Los Angeles des Jahres 2010, während Wells ihm weiterhin auf der Spur ist. 
Time-Crossed Lovers (2012) ist ebenfalls ein Zeitreiseroman, wobei hier die Fehlfunktion eines elektrischen Stuhls den Todeskandidaten in die Vergangenheit schickt.
Der Krimi A Private Investigation war die Vorlage für den Fernsehfilm Missing Pieces (1983, deutscher Titel: Scherben eines Mordes).
Alexander starb im März 2015 in West Los Angeles an den Folgen von Lungenkrebs, der auf Agent Orange zurückgeführt wurde, dem er im Vietnamkrieg ausgesetzt gewesen war.   

## Bibliografie
Time After Time (Romanserie)
- 1 Time After Time (1979; mit Karl Alexander)
  - Deutsch: Flucht ins Heute. Heyne Science Fiction & Fantasy #3943, 1983, ISBN 978-3-453-30871-8.
- 2 Jaclyn the Ripper (2009)

Romane
- A Private Investigation (1980, Vorlage für Missing Pieces)
- The Curse of the Vampire (1982)
- Papa and Fidel: Ein Roman (2010)
- Time-Crossed Lovers (2012)

Kurzgeschichten
- Raphael’s Shroud (2015, in: Del Howison und Joseph Nassise (Hrsg.): Midian Unmade: Tales of Clive Barker’s Nightbreed)